# August Ferdinand Fenner von Fenneberg
August Ferdinand Theresius Fenner, seit 1815 Fenner von Fenneberg (* 16. Dezember 1773 in Angerstein; † 3. Mai 1826 in Kirchhain) war ein kurhessischer Major und Landrat.

## Leben
August Ferdinand Fenner trat 1789 in die Hessen-kasselsche Armee ein und leistete im Regiment „von Ditfurth“ seinen Dienst. Sechs Jahre später wurde er Fähnrich und 1796 zum Regiment „von Kospoth“ versetzt. Dort avancierte er 1798 zum Sekondeleutnant. Von November 1806 bis Oktober 1813 war Fenner aufgrund der Besetzung des Kurfürstentums durch französische Truppen und der Demobilisierung nicht beim Militär. Nach der anschließenden Vertreibung durch russische Truppen gehörte Fenner zum Gefolge des Kurprinzen und reiste Anfang November 1813 zur Berichterstattung an den Kurfürsten Wilhelm I. nach Prag. Dieser beförderte ihn zum Stabskapitän und zeichnete Fenner mit dem Orden Pour la vertu militaire aus.
Im weiteren Verlauf der Befreiungskriege war Fenner kurzzeitig Brigadeadjutant des Kurfürsten und anschließend Kompaniechef im Regiment „Kurfürst“. 1814 erhielt er den Posten als Kommandant von Trier, musste aber aufgrund einer Typhuserkrankung Kuren in Langenschwalbach, Nenndorf und Pyrmont nehmen.
Wilhelm I. erhob ihn am 24. Januar 1815 als „Fenner von Fenneberg“ in den kurhessischen Adelsstand.
Nach dem Friedensschluss rückte Fenner Mitte Oktober 1820 zum Major im 1. Infanterie-Regiment auf und nahm 1825 seinen Abschied.
Im direkten Anschluss war er Landrat des Kreises Kirchhain, der am 30. August 1821 aus den Ämtern Amöneburg, Kirchhain, Neustadt und Rauschenberg gebildet wurde und zur kurhessischen Provinz Oberhessen gehörte.

### Familie
Er war mit Caroline Friederike Iber († 1861) verheiratet. Aus der Ehe sind gingen die Söhne Friedrich Wilhelm (* 1821) und Gustav (* 1823), die beide in die USA auswanderten, sowie der Prediger Ludwig Ferdinand (1826–1896) hervor.